# Ferrari 166 MM
La Ferrari 166 MM è una autovettura da competizione prodotta dalla casa di Maranello dal 1948 al 1953. È la vettura che fa nascere la dicitura "barchetta".

## Storia
Presentata al Salone dell'automobile di Torino del 1948, quale evoluzione della 166 S, assunse la sigla aggiuntiva "MM" (acronimo di Mille Miglia) dopo la vittoria della coppia Clemente Biondetti e Giuseppe Navone, "166 S coupé Allemano" alla Mille Miglia dello stesso anno.
La stagione sportiva del 1949 fu trionfale per la 166 MM che, guidata da Clemente Biondetti e Ettore Salani, vince la Mille Miglia 1949, anche conquistando la seconda piazza con l'equipaggio formato da Felice Bonetto e Francesco Cassani e, proprio la stessa auto pilotata stavolta da Luigi Chinetti, vince la 12 Ore di Parigi e conquista la prima vittoria della Ferrari alla prestigiosa 24 Ore di Le Mans 1949.
Prodotta in 34 esemplari, oltre ai 13 della versione '53, che porta la potenza a 160 CV e altre migliorie, la vettura venne principalmente "vestita" dalla Touring che presenta la sua versione spider al Salone di Torino 1948 insieme alla Ferrari 166 Inter berlinetta.

La 166 MM barchetta Touring è un'auto armoniosa, anche perché la carrozzeria spider si adatta perfettamente alle proporzioni dell'autotelaio. Su quest'auto il frontale è dotato di una griglia arrotondata a listelli orizzontali, con i parafanghi, ormai completamente integrati nel corpo vettura, che rimangono riconoscibili grazie a un solco che parte sotto i fanali, posti sulla sommità dei parafanghi, gira loro intorno e si fonde armonicamente col corpo vettura. Una nervatura caratterizza la fiancata. Parte dal passaruota anteriore si prolunga lungo tutta la fiancata, fino a toccare il passaruota posteriore, e si esaurisce nella coda arrotondata. La vettura è priva di capote, e gli occupanti, in un abitacolo completamente spoglio, sono protetti solo da un basso parabrezza sagomato.

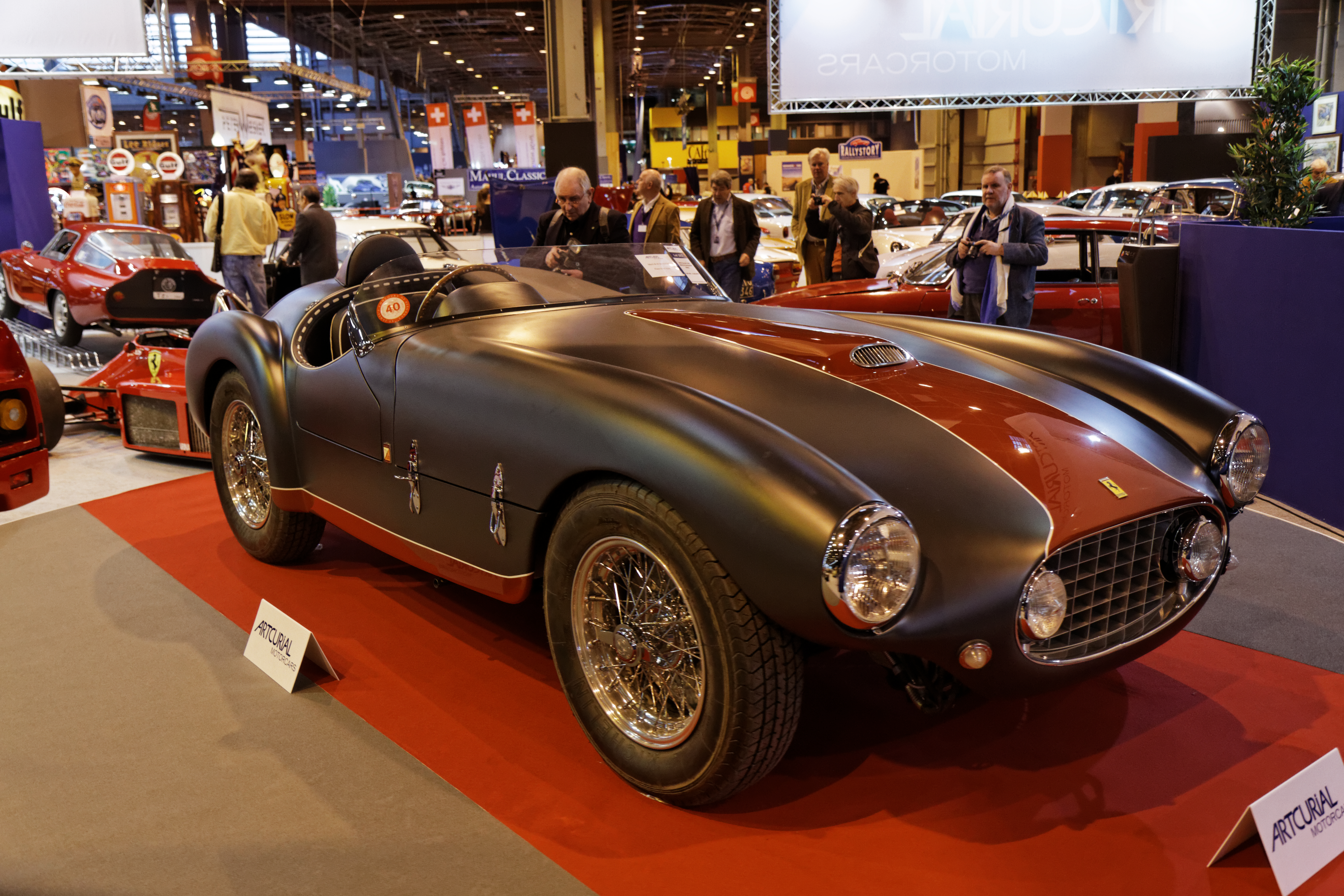
La Ferrari 166 MM di Jacques Herzet, ricarrozzata dalla Oblin

Con la 166 MM si cimentarono anche la Zagato e la Allemano, rispettivamente con una coupé "panoramica" e una spider, oltre a Vignale che realizzò proprie versioni barchetta e coupé, entrambe su disegno di Giovanni Michelotti. Uno di questi ultimi modelli venne acquistato dal pilota belga Jacques Herzet, il quale, dopo la vittoria al rally Liegi-Roma-Liegi, la fece ricarrozzare dalla carrozzeria Oblin, che aveva sede a Bruxelles. Con la nuova carrozzeria barchetta il pilota ottenne la vittoria nella SAR Cup nel 1955.
Un altro esemplare del 1953 venne riconvertito dalla Carrozzeria Autodromo e portata in gara alla Mille Miglia del 1953 da Bill Mason, padre del batterista Nick Mason. L'anno successivo, venne nuovamente impiegata con al volante John Fitch e Kirk Douglas.
Particolare è la 166 MM del pilota della Scuderia Guastalla Giulio Musitella, il quale fece riconvertire la propria vettura dalla Abarth nella Ferrari-Abarth 166 MM/53. Per alleggerire il peso complessivo la carrozzeria fu creata in pannelli d'alluminio imbullonati su un telaio portante. Ciò permetteva anche la sostituzione immediata delle parti danneggiate. La linea venne aerodinamicizzata il più possibile e fu aggiunto un terzo faro centrale. L'esordio in gara avvenne alla Targa Florio del 1953, dove ottenne la vittoria di classe. Il miglior risultato fu la vittoria alla 10 ore di Messina.
Molti altri furono i piloti privati che la acquistarono in allestimento "corsa" per impiegarla, con soddisfacenti risultati, in numerose competizioni, ma altrettanti furono i facoltosi clienti dell'allestimento "stradale" che, sovente, pretendevano particolari finiture e colorazioni.

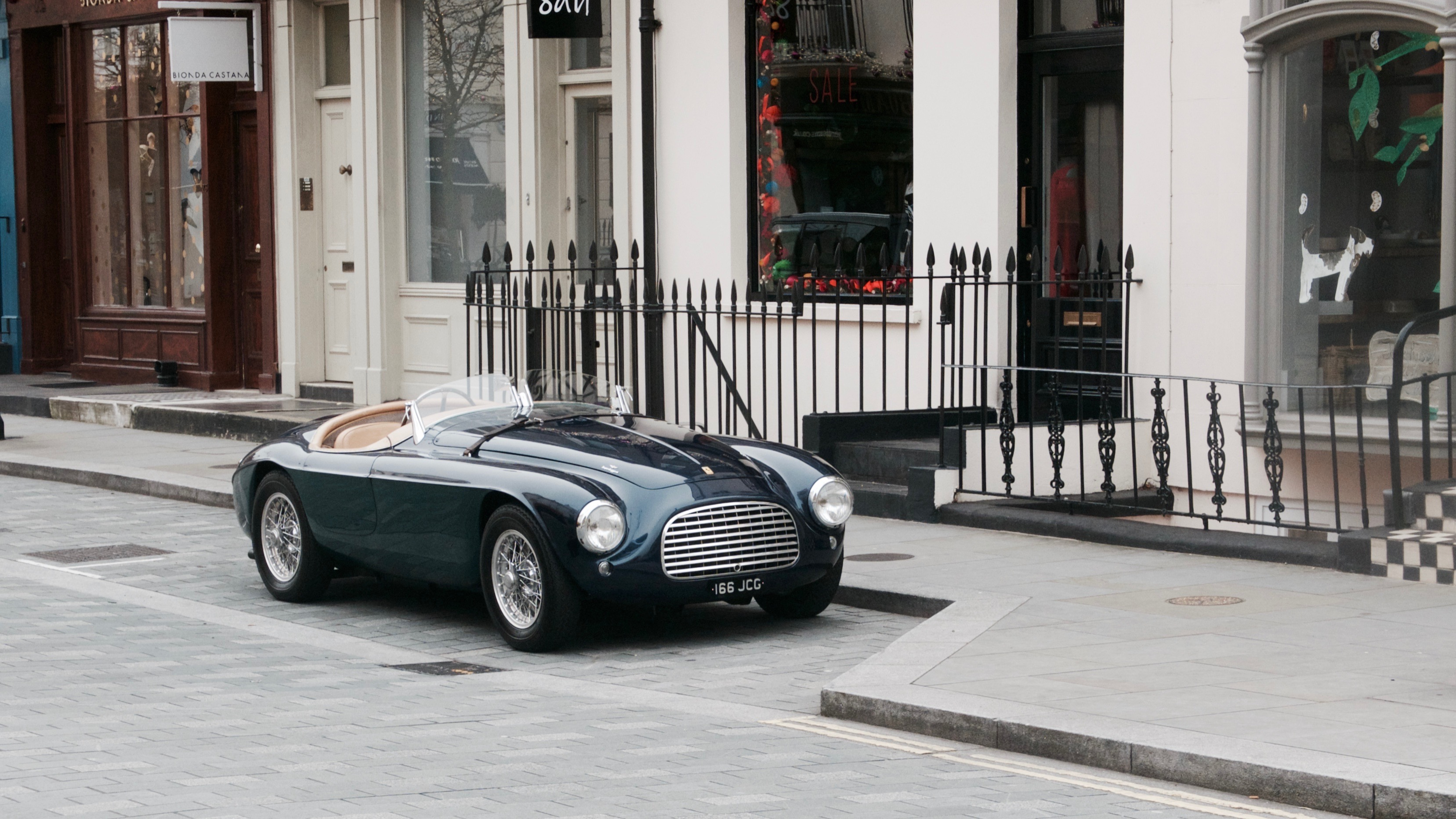
La Ferrari 166 MM di Gianni Agnelli

Tra queste automobili destinate ai VIP, è d'obbligo citare l'esemplare verde e blu metallizzato ordinato da Gianni Agnelli, quello giallo e blu consegnato a Evita Perón oltre al "coupé Vignale" che fu donato da Enzo Ferrari a Froilan Gonzales, quale compenso per aver conquistato la prima vittoria in Formula 1 della Ferrari.
Il periodico Motor Trend nominò come sesta nella propria lista di “Le più grandi Ferrari di tutti i tempi” la 166 MM Barchetta.

## La diciturabarchetta
Questa linea essenziale stupisce anche Gianni Agnelli che, notando la somiglianza della vettura a un piccolo motoscafo, esclamaː «Ma questa non è una macchina; è una barchetta!». Il giornalista Giovanni Canestrini, uno dei fondatori della Mille Miglia, ascolta quella frase e propone questo nome per battezzare la 166 MM a Felice Bianchi Anderloni ed Enzo Ferrari, che approvano immediatamente. Da quel momento in poi barchetta è sinonimo di spider senza capote per antonomasia, tanto che negli anni '90 la Fiat lancia un modello omonimo, ispirato a questa creazione di Touring anche nella forma.